# Eureka (Montana)
Eureka és una població dels Estats Units a l'estat de Montana. Segons el cens del 2000 tenia 1.017 habitants.

## Demografia
Segons el cens del 2000, Eureka tenia 1.017 habitants, 431 habitatges, i 252 famílies. La densitat de població era de 388,8 habitants per km².
Dels 431 habitatges en un 30,2% hi vivien nens de menys de 18 anys, en un 43,9% hi vivien parelles casades, en un 11,1% dones solteres, i en un 41,3% no eren unitats familiars. En el 35,7% dels habitatges hi vivien persones soles el 14,6% de les quals corresponia a persones de 65 anys o més que vivien soles. El nombre mitjà de persones vivint en cada habitatge era de 2,26 i el nombre mitjà de persones que vivien en cada família era de 2,93.
Per edats la població es repartia de la següent manera: un 24,5% tenia menys de 18 anys, un 7,8% entre 18 i 24, un 25,5% entre 25 i 44, un 24,1% de 45 a 60 i un 18,2% 65 anys o més.
L'edat mediana era de 40 anys. Per cada 100 dones de 18 o més anys hi havia 88,7 homes.
La renda mediana per habitatge era de 27.120 $ i la renda mediana per família de 30.268 $. Els homes tenien una renda mediana de 31.731 $ mentre que les dones 18.214 $. La renda per capita de la població era de 12.619 $. Aproximadament el 19,5% de les famílies i el 22,9% de la població estaven per davall del llindar de pobresa.

## Poblacions més properes
El següent diagrama mostra les poblacions més properes.